# Huỳnh Văn Lưu
Huỳnh Văn Lưu (sinh ngày 26 tháng 10 năm 1961) là kiểm sát viên cao cấp và thẩm phán Việt Nam. Ông hiện giữ chức vụ Viện trưởng Viện kiểm sát nhân dân tỉnh Đồng Nai. Ông nguyên là Chánh án Tòa án nhân dân tỉnh Đồng Nai (đến tháng 8 năm 2015).

## Tiểu sử
Huỳnh Văn Lưu sinh ngày 26 tháng 10 năm 1961.
Ông có quê quán tại huyện Củ Chi, Thành phố Hồ Chí Minh.
Ông tốt nghiệp chương trình phổ thông hệ 12/12 và có bằng cử nhân Luật.
Huỳnh Văn Lưu là đảng viên Đảng Cộng sản Việt Nam. Ông chính thức gia nhập Đảng Cộng sản Việt Nam vào ngày 5 tháng 7 năm 1986.
Tháng 8 năm 2006, Huỳnh Văn Lưu là Chánh án Tòa án nhân dân tỉnh Đồng Nai.
Ngày 30 tháng 9 năm 2011, Huỳnh Văn Lưu được bổ nhiệm lại chức vụ Chánh án Tòa án nhân dân tỉnh Đồng Nai nhiệm kỳ 2011-2016.
Ngày 28 tháng 8 năm 2015, Huỳnh Văn Lưu, nguyên Chánh án Tòa án nhân dân tỉnh Đồng Nai được Viện trưởng Viện kiểm sát nhân dân tối cao Việt Nam Nguyễn Hòa Bình trao Quyết định số 198/QĐ-VKSTC-V15 ngày 25 tháng 8 năm 2015 bổ nhiệm giữ chức vụ Viện trưởng Viện kiểm sát nhân dân tỉnh Đồng Nai kể từ này 15 tháng 9 năm 2015 thay cho ông Hồ Văn Năm.
Tháng 9 năm 2015, Huỳnh Văn Lưu, Viện trưởng Viện kiểm sát nhân dân tỉnh Đồng Nai, được bầu vào Ban chấp hành Đảng bộ tỉnh Đồng Nai khóa 10 nhiệm kỳ 2015 - 2020.
Ngày 28 tháng 5 năm 2016, Huỳnh Văn Lưu, Tỉnh ủy viên, Viện trưởng Viện Kiểm sát nhân dân tỉnh Đồng Nai, trúng cử đại biểu Hội đồng nhân dân tỉnh Đồng Nai tại đơn vị bầu cử số 8 gồm các phường: Bình Đa, Long Bình, Tam Hòa thuộc TP.Biên Hòa, được 57.625 phiếu, đạt 62,53%.
Sáng ngày 19 tháng 4 năm 2017, Huỳnh Văn Lưu là một trong 35 người được bổ nhiệm chức danh Kiểm sát viên cap cấp. Ông đã thay mặt 35 tân kiểm sát viên cao cấp đọc lời tuyên thệ.
Tháng 5 năm 2018, Huỳnh Văn Lưu là Tỉnh ủy viên, Bí thư Ban cán sự Đảng Cộng sản Việt Nam, Kiểm sát viên cao cấp, Viện trưởng Viện kiểm sát nhân dân tỉnh Đồng Nai.

## Quan điểm
Ngày 16 tháng 12 năm 2008, tại buổi làm việc của Đoàn công tác của Bộ Tư pháp do Bộ trưởng Bộ Tư pháp Hà Hùng Cường dẫn đầu với lãnh đạo tỉnh Đồng Nai nhằm triển khai, phối hợp thực hiện công tác tư pháp trên địa bàn Đồng Nai, Huỳnh Văn Lưu lúc này là Chánh án Tòa án nhân dân tỉnh Đồng Nai đã nêu quan điểm về tranh tụng như sau: "“Quan điểm của toà là không hạn chế thời gian tranh tụng tại phiên toà, miễn là việc tranh tụng đó đi vào trọng tâm của vụ án”. Chánh án Lưu chỉ ra rằng, tình trạng phổ biến hiện nay là kiểm sát viên trong các phiên toà rất hiếm tranh tụng với luật sư. Cụ thể, sau khi luật sư tranh tụng với vị đại diện Viện kiểm sát, vị này chỉ trả lời vỏn vẹn “Viện kiểm sát giữ nguyên quan điểm của mình”, thế thì làm sao luật sư có thể tranh tụng gì thêm(!?) Chúng tôi sẽ đẩy mạnh hơn nữa công tác cải cách tư pháp ở toà cấp huyện trên tinh thần cải cách tư pháp".